# Bedellia orchilella
Bedellia orchilella (tên tiếng Anh: Hawaiian Sweetpotato Leaf Miner) là một loài bướm đêm thuộc họ Bedelliidae. Nó là loài đặc hữu của Kauai, Oahu, Molokai, Maui và Hawaii.
Ấu trùng ăn các loài Ipomoea, bao gồm Ipomoea tuberculata. Chúng ăn lá nơi chúng làm tổ.